# Seututie 786
Pour les articles homonymes, voir Route 786.
La route régionale 786 (finnois : Seututie 786) est une route régionale allant de Kalajoki jusqu'à Kärsämäki en Finlande,,.

## Présentation
La seututie 786 est une route régionale d'Ostrobotnie du Nord.

## Parcours
- Kalajoki
- Oulainen
- Kärsämäki